# درانسي
درانسي (بالفرنسية: Drancy) هي بلدية فرنسية تابعة لإقليم سين سان دوني في إيل دو فرانس وتقع في شمال فرنسا وهي اليوم ضاحية لباريس ويسكنها حوالي 66670 نسمة حسب إحصائيات سنة 2009.

## توأمة
لدرانسي اتفاقيات توأمة مع كل من:
- ويلنهول [الإنجليزية]‏
- آيزنهوتنشتات
- جزيرة غوريه
- براغ

## أعلام
- توماس مونكوندوي
- روبين باربوسا
- دينيس انجلوا
- مارفين ديوب

## روابط
- الموقع الرسمي لعمادة المدينة